# 斯巴達運載火箭

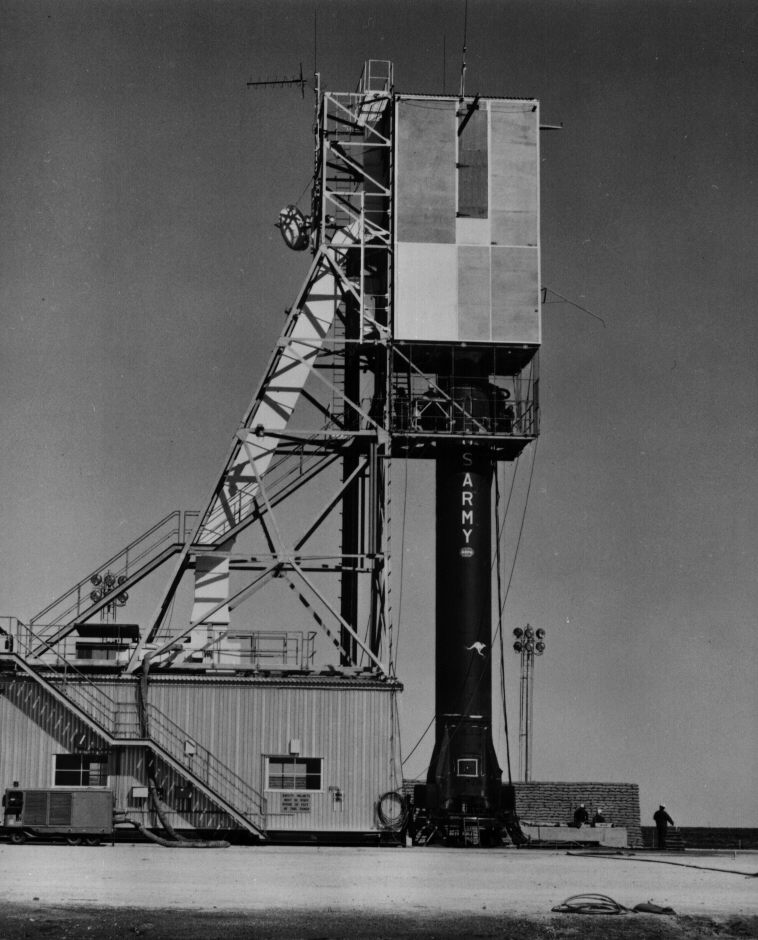
Sparta on the pad at Woomera

斯巴達運載火箭（Sparta）是美國開發的一次性使用運載系統，1967年首次發射。